# Ligne Sin Bundang
La ligne Sin Bundang (en coréen : 신분당선, Sinbundang seon) dite aussi DXLINE (Dynamic Express Line), est une ligne de chemin de fer sud-coréenne faisant partie du réseau métropolitain du métro de Séoul. Elle relie l'arrondissement Gangnam de Séoul aux nouveaux quartiers Pangyo de la municipalité de Seongnam, ainsi que les municipalités de Yongin et Suwon. 
L'utilisation de la ligne nécessite un supplément par rapport au tarif des titres de transport de la majorité des lignes du métro de Séoul. Elle a la particularité d'avoir été construite et d'être exploitée par un groupe privé. C'est une ligne automatisée, faisant rouler des trains sans conducteur capables d'atteindre une vitesse commerciale maximale supérieure à 90 km/h, ce qui fait de cette ligne la plus rapide des lignes du métro de Séoul et de la Corée du Sud. 

## Situation sur le réseau

Plan du réseau du métro de Séoul (2023)

## Historique

### Chronologie
- 28 octobre 2011, ouverture 17,3 km, Gangnam à Jeongia[1],
- 30 janvier 2016, ouverture 12,8 km, Jeongja à Gwanggyo[1],
- 28 avril 2018, ouverture de la station Migeum[1].
- 28 mai 2022, ouverture 2,4 km, Gangnam à Sinsa[1].

### Histoire
Un projet privé de la Doosan Engineering & Construction, est présenté en 2002. Il planifie et chiffre la construction et l'exploitation d'une première section de ligne longue de 18,5 km d'un type de métro lourd automatique (sans conducteur). Le projet, pour une « ligne DX » sur la ligne Shinbundang, est accepté en 2005 avec la Doosan Engineering & Construction  comme opérateur,. 
La mise en service et l'inauguration de la première section a lieu le 28 octobre 2011 entre les stations Gangnam et Jeongja,. 
Elle est ensuite prolongée de 13 km le 30 janvier 2016 vers le Sud à la station Gwanggyo dans la ville de Suwon permettant de desservir la zone universitaire. Un prolongement au Nord de 2 km eu lieu le 28 mai 2022 pour atteindre la station de Sinsa portant la longueur de la ligne à 31 km et 16 stations.

## Infrastructure

### Stations
|     |                          |  |     |      |             |            |  |  |  |
| D04 | Sinsa                    |  | --- | 0,0  | Séoul       | Gangnam-gu |  |  |  |
| D05 | Nonhyeon                 |  | 0,7 | 0,7  | Séoul       | Gangnam-gu |  |  |  |
| D06 | Sinnonhyeon              |  | 0,8 | 1,5  | Séoul       | Gangnam-gu |  |  |  |
| D07 | Gangnam                  |  | 0,9 | 2,4  | Séoul       | Gangnam-gu |  |  |  |
| D08 | Yangjae                  |  | 1,5 | 3,9  | Séoul       | Seocho-gu  |  |  |  |
| D09 | Yangjae Citizen's Forest |  | 1,6 | 5,5  | Séoul       | Seocho-gu  |  |  |  |
| D10 | Cheonggyesan             |  | 2,9 | 8,4  | Séoul       | Seocho-gu  |  |  |  |
| D11 | Pangyo                   |  | 8,2 | 16,6 | Seongnam-si |            |  |  |  |
| D12 | Jeongja                  |  | 3,1 | 19,7 | Seongnam-si |            |  |  |  |
| D13 | Migeum                   |  | 1,9 | 21,6 | Seongnam-si |            |  |  |  |
| D14 | Dongcheon                |  | 1,6 | 23,2 | Yongin-si   |            |  |  |  |
| D15 | Suji-gu Office           |  | 2,1 | 25,3 | Yongin-si   |            |  |  |  |
| D16 | Seongbok                 |  | 1,7 | 27,0 | Yongin-si   |            |  |  |  |
| D17 | Sanghyeon                |  | 2,1 | 29,1 | Yongin-si   |            |  |  |  |
| D18 | Gwanggyo Jungang         |  | 2,4 | 31,5 | Suwon-si    |            |  |  |  |
| D19 | Gwanggyo                 |  | 1,9 | 33,4 | Suwon-si    |            |  |  |  |
|     |                          |  |     |      |             |            |  |  |  |

## Exploitation
Gérée par l'entreprise privée Shinbundang Line Co., Ltd. la ligne automatique, sans conducteur, permet une vitesse maximum d'exploitation de 90 km/h. Le démarrage et l'ajustement des rames avec les portes palières est géré à distance dans la salle de contrôle générale. Du personnel est disponible pour gérer l'anxiété des voyageurs. 

## Projet
Un prolongement vers Yongsan est prévu à l'horizon 2027.